# Fly and glide
Fly and glide war eine deutsche Zeitschrift mit dem Schwerpunktthema Drachen- und Gleitschirmfliegen.
Die Zeitschrift wurde 1975 unter dem Namen Drachenfliegermagazin (Drama) gegründet und erschien bei Ringier Deutschland  Chefredakteur war Werner Pfändler, danach von 1989 bis 2000 Edeltraud Erl. Das Magazin erschien monatlich; später, nach dem Verkauf an den Jahr Top Special Verlag, zehnmal jährlich. Mitte der 1990er Jahre wurde dem wachsenden redaktionellen Anteil an Gleitschirm-Themen mit einer Umbenennung in Fly and glide Rechnung getragen. Am 16. Oktober 2008 erschien die letzte Ausgabe der Zeitschrift.
Zu Beginn 2009 kaufte der österreichische Thermik Verlag die Rechte am Titel Fly&Glide. Teile der Redaktion und der Rubriken wurden in die Zeitschrift Gleitschirm übernommen.